# 6984 Lewiscarroll
6984 Lewiscarroll eller 1994 AO är en asteroid i huvudbältet som upptäcktes den 4 januari 1994 av de båda japanska astronomerna Takeshi Urata och Hitoshi Shiozawa vid Fujieda-observatoriet i Fujieda. Den är uppkallad efter den brittiske författaren Lewis Carroll.
Asteroiden har en diameter på ungefär 48 kilometer och den tillhör asteroidgruppen Hilda.